# Fundata (okręg Braszów)
Fundata – wieś w Rumunii, w okręgu Braszów, w gminie Fundata. W 2011 roku liczyła 464 mieszkańców.